# Alfred von Waldersee
Alfred Heinrich Karl Ludwig Graf von Waldersee (Potsdam, 8 aprile 1832 – Hannover, 5 marzo 1904) è stato un generale (feldmaresciallo) tedesco.

## Biografia
Nato da una famiglia con tradizioni militari (era il quinto dei sei figli del generale di cavalleria Franz Heinrich von Waldersee e di Bertha von Hünerbein),
dopo il corso di studi obbligatori in svariate scuole cadetti, nel 1850 entrò come tenente nell'Artiglieria della Guardia dell'esercito prussiano, attirandosi presto il favore dei suoi ufficiali superiori. Nel 1852 entrò alla Scuola di Artiglieria e Genio (Artillerie- und Ingenieursschule); servì nella sua prima campagna (guerra austro-prussiana del 1866) come aiutante di campo del generale di artiglieria principe Federico Carlo di Prussia, al cui fianco fu alla battaglia di Königgrätz.
Nel corso della campagna Waldersee fu promosso maggiore ed entrò nello Stato Maggiore; dopo la conclusione della pace servì nello staff del governatore militare dell'Hannover recentemente conquistato. Nel gennaio 1870 fu nominato addetto militare a Parigi attività grazie alla quale poté raccogliere informazioni riguardo all'esercito francese, preziose per la pianificazione della guerra imminente.
Nella guerra franco-prussiana - tenente colonnello - fu aiutante di campo del Kaiser Guglielmo I e, in ragione del suo talento militare e della recente esperienza riguardo all'esercito nemico, seppe dare prova di grande abilità in tale ruolo.
Fu presente alle grandi battaglie attorno a Metz, e fu destinato particolarmente allo stato maggiore del Granduca del Meclemburgo-Schwerin, impegnato contro l'armata di Chanzy sulla Loira. Il Granduca era un buon soldato, ma non un brillante stratega, e i suoi brillanti risultati furono in parte dovute al suo consigliere.
Dopo la guerra Waldersee ricevette la Croce di Ferro di prima classe e fu per la seconda volta addetto militare a Parigi. Alla fine del 1871 prese il comando del 13º Reggimento Ulani di stanza ad Hannover, e due anni dopo divenne capo di Stato Maggiore del X Corpo d'armata, basato anch'esso ad Hannover, corpo in cui aveva servito prima del 1870.
Il 14 aprile 1874 sposò Mary Esther Lee, terza figlia del commerciante statunitense David Lee, in precedenza sposata al principe Federico dello Schleswig-Holstein,  e per questo creata Principessa di Noer dall'Imperatore d'Austria. Nel 1881 divenne il principale assistente di von Moltke allo Stato maggiore generale a Berlino, e per i successivi sette anni fu in stretti rapporti col grande stratega e con la sua opera, cosicché, quando von Moltke si ritirò nel 1888, la nomina a successore di von Waldersee sarebbe stata una scelta del tutto logica.
Durante questi anni accompagnò il futuro Guglielmo II in frequenti viaggi, in rappresentanza del nonno Guglielmo I. Nacque fra i due un'amicizia sebbene von Waldersee non fosse gradito ai genitori del Principe.
Nel 1885-1886 la formulazione di piani strategici per una guerra preventiva contro la Russia e la Francia, nel caso le due potenze stringessero fra loro un'alleanza (ipotesi che in seguito fu affrontata anche da Schlieffen), si pose in crescente contraddizione con la politica estera di Bismarck.

Nel 1887 von Waldersee fece nuove pressioni per una guerra preventiva contro la Russia, e ciò in concomitanza con un suo avvicinamento al partito conservatore di Adolf Stoecker e del principe (poi Kaiser) Guglielmo.

Nel 1888, con l'incoronazione di Guglielmo II, von Waldersee succedette a von Moltke (per espressa volontà di questi) come capo di Stato Maggiore. In tale posizione rafforzò i legami tra esercito e politica, e lavorò attivamente per la caduta di Bismarck del 1890. Non ne fu il successore, contrariamente alle proprie aspettative.
Nel 1891 von Waldersee ebbe inaspettate divergenze con Guglielmo II, che gli costarono il posto allo Stato Maggiore: fu rimosso dall'incarico e destinato al comando del IX Corpo d'armata di stanza ad Amburgo-Altona, probabilmente poiché la sua stretta amicizia con Bismarck lo aveva reso, al momento delle dimissioni del Cancelliere, persona non grata al giovane imperatore. L'incarico non era comunque da disprezzare, anche perché in stretta vicinanza con la residenza che Bismarck aveva scelto per il proprio ritiro.
Nel 1897 von Waldersee guadagnò nuovamente peso politico domandando (senza successo) misure repressive contro il Partito Socialdemocratico di Germania, che considerava il maggior pericolo per l'Impero tedesco, e domandò, ancora senza successo, un'alleanza fra Chiesa, potere politico ed esercito per salvare la Germania.
Nel 1898 fu nominato ispettore generale della 3ª Armata ad Hannover, e l'ordine fu accompagnato dalle più elogiative espressioni da parte di Guglielmo II. Nel 1900 fu nominato feldmaresciallo.
Von Waldersee ebbe il comando supremo del corpo di spedizione europeo inviato nel 1900 in Cina a sedare la rivolta dei Boxer. Venne popolarmente chiamato - un po' affettuosamente, un po' ironicamente - Weltmarschall (Maresciallo mondiale). Poiché al suo arrivo al fronte i combattimenti erano già cessati, si occupò di fermare i saccheggi e di mediare fra le potenze europee.
Sebbene tutte le potenze formalmente rispettassero le sue direttive, le truppe francesi ed americane non vi si adeguarono mai. Contro i nidi di resistenza dei Boxer comandò sanguinose spedizioni punitive.
Per i suoi servizi in Cina von Waldersee ricevette i massimi riconoscimenti internazionali. Fu il primo protestante ad essere insignito dell'Ordine di Pio IX, da papa Leone XIII.
Alla fine della guerra tornò in Europa. Ad Hannover riprese gli uffici di ispettore generale, che tenne sino alla morte, avvenuta nel 1904.

## Giudizio storico
Von Waldersee fu in Germania il primo vero ufficiale "politico". Il suo predecessore von Moltke era anch'egli un ufficiale con ambizioni politiche, ma si trovava a fronteggiare un Bismark e non trovò spazio per mettersi in evidenza. Era fondamentalmente il tipico conservatore dell'epoca guglielmina, indicando nella socialdemocrazia un pericolo per l'integrità dell'Impero.
Già nel 1871 intravide un pericolo per la Germania dall'alleanza tra Russia e Francia; l'idea di von Waldersee di una guerra preventiva contro la Russia prima che la Francia fosse pronta militarmente era anche di von Moltke. Tale piano costituì le fondamenta del Piano Schlieffen della prima guerra mondiale.
Von Waldersee era nell'impero la persona più quotata per il posto di Cancelliere, ma non ricevette la candidatura. Ci sarebbe da chiedersi se davvero avrebbe occupato di buon grado la carica, ma la sola ipotesi di una sua nomina lo mise in mezzo al fuoco incrociato dei partiti politici e della stampa.
Poco prima della sua morte mise a punto un piano di avanzata in Corea per l'esercito giapponese nell'ambito della pianificazione della guerra russo-giapponese.
Dopo la sua morte e la fine del conflitto in Asia, Schlieffen confermò che l'offensiva giapponese aveva seguito alla lettera il Piano Waldersee.
In un confronto fra i maggiori generali tedeschi, von Waldersee potrebbe stare alla pari con von Moltke e con Schlieffen. Il suo coinvolgimento con la politica ebbe maggior successo di quanto accadde ad altri generali imperiali fino alla prima guerra mondiale, quando Hindenburg e Ludendorff intervennero attivamente nella politica del Reich.

## Ascendenza
|                                            |            |                                | Genitori                            |  |  | Nonni |  |  | Bisnonni                      |  |  | Trisnonni                    |  |
|                                            |            |                                |                                     |  |  |       |  |  | Leopold III von Anhalt-Dessau |  |  | Leopold II von Anhalt-Dessau |  |
|                                            |            |                                |                                     |  |  |       |  |  | Leopold III von Anhalt-Dessau |  |  | Leopold II von Anhalt-Dessau |  |
|                                            |            | Gisela Agnes von Anhalt-Köthen |                                     |  |  |       |  |  | Leopold III von Anhalt-Dessau |  |  |                              |  |
| Franz Johann George von Waldersee          |            |                                |                                     |  |  |       |  |  | Leopold III von Anhalt-Dessau |  |  |                              |  |
|                                            |            | Johanna Eleonore Hoffmeier     | …                                   |  |  |       |  |  |                               |  |  |                              |  |
|                                            |            | Johanna Eleonore Hoffmeier     | …                                   |  |  |       |  |  |                               |  |  |                              |  |
|                                            |            | Johanna Eleonore Hoffmeier     | …                                   |  |  |       |  |  |                               |  |  |                              |  |
| Franz Heinrich von Waldersee               |            | Johanna Eleonore Hoffmeier     |                                     |  |  |       |  |  |                               |  |  |                              |  |
|                                            |            | Georg Heinrich von Hünerbein   | Georg August Christof von Hünerbein |  |  |       |  |  |                               |  |  |                              |  |
|                                            |            | Georg Heinrich von Hünerbein   | Georg August Christof von Hünerbein |  |  |       |  |  |                               |  |  |                              |  |
|                                            |            | Georg Heinrich von Hünerbein   | Rahel Luise Karoline von Heeringen  |  |  |       |  |  |                               |  |  |                              |  |
| Bertha Wilhelmine Friederike von Hünerbein |            | Georg Heinrich von Hünerbein   |                                     |  |  |       |  |  |                               |  |  |                              |  |
|                                            |            | Ulrike von Knobelsdorff        | Kurd Gottlob von Knobelsdorff       |  |  |       |  |  |                               |  |  |                              |  |
|                                            |            | Ulrike von Knobelsdorff        | Kurd Gottlob von Knobelsdorff       |  |  |       |  |  |                               |  |  |                              |  |
|                                            |            | Ulrike von Knobelsdorff        | Karoline Helene von Oppen           |  |  |       |  |  |                               |  |  |                              |  |
| Alfred von Waldersee                       |            | Ulrike von Knobelsdorff        |                                     |  |  |       |  |  |                               |  |  |                              |  |
|                                            | Daniel Lee | William Lee                    |                                     |  |  |       |  |  |                               |  |  |                              |  |
|                                            | Daniel Lee | William Lee                    |                                     |  |  |       |  |  |                               |  |  |                              |  |
|                                            | Daniel Lee | Sarah Bates                    |                                     |  |  |       |  |  |                               |  |  |                              |  |
| David Burr Lee                             | Daniel Lee |                                |                                     |  |  |       |  |  |                               |  |  |                              |  |
|                                            |            | Hester Bradley Banks           | Nehemiah Banks                      |  |  |       |  |  |                               |  |  |                              |  |
|                                            |            | Hester Bradley Banks           | Nehemiah Banks                      |  |  |       |  |  |                               |  |  |                              |  |
|                                            |            | Hester Bradley Banks           | Abigail Bradley                     |  |  |       |  |  |                               |  |  |                              |  |
| Mary Lee                                   |            | Hester Bradley Banks           |                                     |  |  |       |  |  |                               |  |  |                              |  |
|                                            |            | Thompson Phillips              | …                                   |  |  |       |  |  |                               |  |  |                              |  |
|                                            |            | Thompson Phillips              | …                                   |  |  |       |  |  |                               |  |  |                              |  |
|                                            |            | Thompson Phillips              | …                                   |  |  |       |  |  |                               |  |  |                              |  |
| Anne Duryce Phillips                       |            | Thompson Phillips              |                                     |  |  |       |  |  |                               |  |  |                              |  |
|                                            |            | Abigail Chesebrough Mumford    | David Mumford                       |  |  |       |  |  |                               |  |  |                              |  |
|                                            |            | Abigail Chesebrough Mumford    | David Mumford                       |  |  |       |  |  |                               |  |  |                              |  |
|                                            |            | Abigail Chesebrough Mumford    | Rebecca Winthrop Saltonstall        |  |  |       |  |  |                               |  |  |                              |  |
|                                            |            | Abigail Chesebrough Mumford    |                                     |  |  |       |  |  |                               |  |  |                              |  |